# Dusklands
Dusklands (1974) ist das erste Buch des späteren südafrikanischen Literaturnobelpreisträgers J. M. Coetzee. Gegenstand des Buches ist die Veranschaulichung und kritische Abhandlung der Gewalt der Kolonialisten und Imperialisten in der westlichen Welt.
Das Buch besteht aus zwei etwa gleich langen Geschichten, die thematisch verbunden sind. Die erste, The Vietnam Project, handelt vom allmählichen Abstieg in den Wahnsinn des Protagonisten Eugene Dawn. Eugene arbeitet für eine US-Regierungsbehörde, die für die psychische Fürsorge im Vietnam-Krieg verantwortlich ist. Jedoch nehmen ihn seine Arbeit an Mythographie und seine psychologischen Tätigkeiten zu sehr in Anspruch; sein Untergang erreicht den Höhepunkt, als er seinen Sohn Martin erdolcht. Der Ich-Erzähler gibt einen Bericht ab und erwähnt mehrfach Coetzee, der den Bericht veröffentlichen soll und dem er nicht traut.
Die zweite Geschichte, The Narrative of Jacobus Coetzee, die im 18. Jahrhundert spielt, ist die Darstellung einer Jagdexpedition in das „unentdeckte“ Hinterland von Südafrika. Nachdem der Oranje überquert worden ist, trifft Jacobus Coetzee mit seinen Sklaven auf den Nama-Stamm, mit dem er Handel betreibt, wird jedoch plötzlich krank. Die Nama kümmern sich um ihn und er erholt sich langsam. Es kommt aber zu einem Kampf, für den er aus dem Dorf verstoßen wird. Nur sein treuester Sklave begleitet ihn auf seinem Rückweg, stirbt aber unterwegs, so dass Coetzee seinen Rückweg allein fortsetzt. Später organisiert er eine Strafexpedition gegen die Nama. Die Erzählung endet mit der Ermordung seiner Sklaven, die ihn bei der vorherigen Reise im Stich gelassen haben, und mit der Ermordung des Stammes. Die Erzählung gibt vor, die Übersetzung eines Tagebuchs aus dem Niederländischen sowie einiger Anmerkungen von Coetzees Vater aus dem Afrikaans zu sein.

## Erstausgaben
Das Buch erschien 1974 bei Ravan Press in Johannesburg. Im Vereinigten Königreich wurde das Buch 1982 bei Martin Secker & Warburg veröffentlicht.

## Sonstiges
Es gibt keine deutsche Übersetzung des Romans.